# Posedlý pomstou
Posedlý pomstou (v anglickém originále Taken) je francouzsko-americký dramatický televizní seriál inspirovaný filmovou trilogií 96 hodin. Clive Standen v seriálu hraje mladší verzi Bryana Millse, postavy, kterou v trilogii hrál Liam Neeson. Stanice seriál objednala v září roku 2015. První díl měl premiéru dne 27. února 2017 na stanici NBC. Dne 9. května 2017 stanice objednala druhou řadu, která by měla mít šestnáct hodin trvajících dílů.
Stanice seriál zrušila dne 11. května 2018.

## Obsazení

### Hlavní role
- Clive Standen jako Bryan Mills
- Jennifer Beals jako Christina Hart
- Gaius Charles jako John (1. řada)
- Brooklyn Sudano jako Asha (1. řada)
- Monique Gabriela Curnen jako Vlasik (1. řada)
- Michael Irby jako Scott (1. řada)
- Jose Pablo Cantillo jako Dave (1. řada)
- James Landry Hébert jako Rem (1. řada)
- Adam Goldberg jako Kilroy (2. řada)
- Jessica Camacho jako Santana (2. řada)

### Vedlejší role
- Jennifer Marsala jako Riley (1. řada)
- Simu Liu jako Faaron (1. řada)
- Ali Kazmi jako Marzoki (1. řada)
- Peter Outerbridge jako James Casey (2. řada)
- Tahmoh Penikett jako David Ramsey (2. řada)

## Seznam dílů
| Řada | Díly | Premiéra v USA | Premiéra v USA  |
| Řada | Díly | První díl      | Poslední díl    |
| ---- | ---- | -------------- | --------------- |
| 1    | 10   | 27. února 2017 | 1. května 2017  |
| 2    | 16   | 12. ledna 2018 | 30. června 2018 |

## Produkce
Na konci první řady se rozhodl tvůrce Alex Cary seriál opustit a byl nahrazen Gregem Plagemanem. Skoro celé hlavní obsazení se rozhodlo seriál opustit, kromě Cliva Standena a Jennifer Beals. Dne 9. května 2017 stanice objednala druhou řadu, která by měla mít šestnáct hodinu trvajících dílů. Stanice seriál zrušila dne 11. května 2018.